# Stephan Stetter
Stephan Stetter (* 9. Oktober 1972) ist ein deutscher Politikwissenschaftler.
Er ist Professor für Internationale Politik und Konfliktforschung an der Universität der Bundeswehr München.

## Leben
Stetter machte 1992 Abitur in Weinheim, leistete Zivildienst in der dortigen Evangelischen Diakoniestation. Anschließend studierte er bis 1996 in Heidelberg Politikwissenschaft sowie im Nebenfach Soziologie und Geschichte. 1997 war er ein Jahr zum Austausch an der Hebräischen Universität in Jerusalem. 1998 bis 2004 promovierte er am Department of Government an der London School of Economics and Political Science. Nach weiteren Stationen in der Universität Bielefeld und seit 2000 einer Beratertätigkeit in der Nahostabteilung der Friedrich-Ebert-Stiftung ist er 2008 für eine W3-Professur für Internationale Politik und Konfliktforschung in der Universität der Bundeswehr München berufen worden.